# Myrto Kalle
Myrto Kalle (en grec: Μυρτώ καλλέ; Atenes, 13 de març) és una influenciadora i especialista en màrqueting grecocatalana. Instal·lada a Catalunya després d'haver viscut a Londres, va començar a penjar receptes de cuina a Instagram durant la baixa de maternitat pel seu segon fill. Va decidir aleshores d'utilitzar el català, que parlen els seus fills, per tal de millorar el seu domini de la llengua del seu país d'acollida.
Arran de l'èxit que té a Instagram on compta actualment més de 43,000 seguidors, va publicar el 8 de juny del 2023 un llibre de receptesː Sopars a la fresca.

## Obres
- Sopars a la fresca (2023)